# ヨゼフ・プリビリネチ
ヨゼフ・プリビリネチ (Jozef Pribilinec、1960年6月6日-)は、チェコスロバキア(スロバキア)の陸上競技選手。競歩の選手で、1988年ソウルオリンピックの20km競歩では1時間19分57秒の記録で金メダルを獲得した。
1983年9月24日には、20km競歩で1時間19分30秒の世界新記録を樹立。1987年にメキシコのカルロス・メルセナリオによって破られるまで約4年間世界記録保持者であった。

## 主な実績
| 年   | 大会                   | 場所                               | 種目      | 結果 | 記録          |
| ---- | ---------------------- | ---------------------------------- | --------- | ---- | ------------- |
| 1982 | ヨーロッパ陸上選手権   | アテネ(ギリシャ)                   | 20km競歩  | 銀   | 1時間25分55秒 |
| 1983 | IAAFワールドカップ競歩 | ベルゲン(ノルウェー)               | 20km競歩  | 金   | 1時間19分30秒 |
| 1983 | 世界陸上選手権         | ヘルシンキ(フィンランド)           | 20km競歩  | 銀   | 1時間29分59秒 |
| 1986 | ヨーロッパ陸上選手権   | シュトゥットガルト(西ドイツ)       | 20km競歩  | 金   | 1時間21分15秒 |
| 1987 | パンアメリカンゲームズ | インディアナポリス(アメリカ合衆国) | 5000m競歩 | 銀   | 18分27秒80    |
| 1987 | 世界陸上選手権         | ローマ(イタリア)                   | 20km競歩  | 銀   | 1時間21分07秒 |
| 1988 | オリンピック           | ソウル(韓国)                       | 20km競歩  | 金   | 1時間19分57秒 |